# Finnische Meisterschaften im Skispringen 2019

Logo des Finnischen Skiverbands

Die Finnischen Meisterschaften im Skispringen 2019 fanden am 17. Februar in Jyväskylä und am 29. März 2019 in Taivalkoski statt. Aufgrund der schwierigen Wetterlage wurde der Wettkampf vom 29. März auf der Tapio Räisänen-mäkikeskus von der HS80 auf die HS52-Schanze verlegt, sowie die Frauenmeisterschaft abgesagt. Darüber hinaus wurde der für den 30. März geplante Wettkampf von der Großschanze in Ruka ebenfalls abgesagt. Damit wurde auch ein Comeback Janne Ahonens verhindert, der in Ruka an den Start gehen wollte. Die Meisterschaft wurde vom Finnischen Skiverband ausgerichtet.

## Ergebnis

### Normalschanze
Die Meisterschaften fanden am 17. Februar auf der Matti-Nykänen-Schanze (HS108) statt. Finnischer Meister wurde Henri Kavilo, der wenige Monate nach dem Teamerfolg bei den Finnische Sommer-Meisterschaften im Skispringen 2018 seinen ersten Meistertitel im Einzel holte. Der Wettkampf wurde nach einem Sturz von Niko Löytäinen im zweiten Durchgang unterbrochen. Der finnische A-Kader nahm nicht am Wettkampf teil, da er stattdessen bei den Weltcupspringen im Rahmen des Willingen Five 2019 an den Start ging.
| Platz | Sportler                 | Verein              | Weite 1 | Weite 2 | Punkte |
| ----- | ------------------------ | ------------------- | ------- | ------- | ------ |
| 1     | Henri Kavilo             | Puijon Hiihtoseura  | 105,0 m | –       | 119.5  |
| 2     | Juho Ojala               | Kuusamon Erä-Veikot | 096,5 m | –       | 105.7  |
| 3     | Elias Vänskä             | Lieksan Hiihtoseura | 095,5 m | –       | 103.9  |
| 4     | Frans Tähkävuori         | Lahden Hiihtoseura  | 092,0 m | –       | 095.1  |
| 5     | Arttu Pohjola            | Lahden Hiihtoseura  | 088,0 m | –       | 085.4  |
| 6     | Jonne Veteläinen         | Kuusamon erä-Veiko  | 086,5 m | –       | 082.7  |
| 7     | Juha Miettinen           | Puijon Hiihtoseura  | 074,5 m | –       | 062.6  |
| 8     | Janne Korhonen           | Puijon Hiihtoseura  | 077,0 m | –       | 061.1  |
| 9     | Lauri-Matias Alatalkkari | Lapuan Virkiä       | 075,5 m | –       | 060.9  |
| 10    | Markus Airisniemi        | Kuusamon Erä-Veikot | 074,5 m | –       | 057.1  |

Die Tabelle enthält die Top 10 der Teilnehmer; insgesamt nahmen 20 Athleten am Wettbewerb teil.

### Mittelschanze
Finnischer Skisprungmeister wurde am 29. März der Nordische Kombinierer Ilkka Herola. Der Favorit, Antti Aalto, belegte lediglich den siebten Platz.
| Platz | Sportler         | Verein                  | Weite 1 | Weite 2 | Punkte |
| ----- | ---------------- | ----------------------- | ------- | ------- | ------ |
| 1     | Ilkka Herola     | Puijon Hiihtoseura      | 47,5 m  | –       | 108.7  |
| 2     | Juho Ojala       | Kuusamon Erä-Veikot     | 45,5 m  | –       | 101.8  |
| 3     | Kalle Heikkinen  | Kuusamon Erä-Veikot     | 45,5 m  | –       | 101.3  |
| 4     | Niko Kytösaho    | Lahden Hiihtoseura      | 45,0 m  | –       | 098.7  |
| 5     | Henri Kavilo     | Puijon Hiihtoseura      | 44,0 m  | –       | 094.5  |
| 6     | Arttu Pohjola    | Lahden Hiihtoseura      | 43,5 m  | –       | 092.9  |
| 7     | Antti Aalto      | Kiteen Urheilijat       | 42,5 m  | –       | 090.7  |
| 8     | Jarkko Määttä    | Kainuun Hiihtoseura     | 42,5 m  | –       | 089.2  |
| 9     | Andreas Alamommo | Ounasvaaran Hiihtoseura | 42,0 m  | –       | 088.6  |
| 10    | Juha Miettinen   | Puijon Hiihtoseura      | 42,0 m  | –       | 086.6  |

Die Tabelle enthält die Top 10 der Teilnehmer; insgesamt nahmen 30 Athleten am Wettbewerb teil.